# Гудмен, Доди
До́ди Гу́дмен (англ. Dody Goodman; 28 октября 1914, Колумбус — 22 июня 2008, Дом актёров Лилиан Бут, Нью-Джерси) — американская комедийная характерная актриса театра, кино, телевидения и озвучивания. Снималась почти до самой своей смерти в возрасте 93 лет.

## Биография
Долорес Гудмен родилась 28 октября 1914 года в городе Колумбус (штат Огайо, США). Отца звали Декстер, он управлял небольшой сигарной фабрикой, мать — Леона, сестра — Роуз, брат — Декстер-младший. Окончила старшую школу Колумбуса, после училась в Северо-Западном университете, в конце 1930-х годов переехала в Нью-Йорк, где окончила Школу американского балета.
В 1941 году состоялся дебют Гудмен на Бродвее, где за 57 лет (1941—1998, с заметными перерывами) она появилась минимум в 14 постановках. С 1957 года начала сниматься в телесериалах, с 1964 года — в кинофильмах, с 1986 года получила некоторую известность как актриса озвучивания (у актрисы был характерный высокий голос).
В 1964 году свет увидела псевдо-биографическая книга Патрика Денниса «Первая леди». Среди представленных фотографий было несколько с Доди Гудмен авторства Криса Александра.
В октябре 2007 года Гудмен переехала в дом престарелых для актёров Lillian Booth Actors Home. Скончалась 22 июня 2008 года от естественных причин в больнице Энглвуда (город Энглвуд, штат Нью-Джерси).
Актриса никогда официально замужем не была и детей после себя не оставила. Её пережили 7 племянников и племянниц, 11 внучатых племянников и племянниц и 15 пра-внучатых племянников и племянниц.

## Номинации
- 1958 — Прайм-таймовая премия «Эмми» в категории «Лучшее продолжающееся выступление (женщины) в сериале как комедийная актриса, певица, ведущая, танцовщица, диктор, рассказчик, участник дискуссии или любой человек, который, по сути, играет самого себя» — за участие в ток-шоу «Сегодня вечером с Джеком Пааром[англ.]»[8].
- 1965 — Laurel Awards[англ.] — 9-е место в списке «Новые женские лица».
- 1984 — Драма Деск в категории «Лучшая актриса в пьесе» за роль в постановке «Ах, какая глушь![англ.]»[9]

## Бродвей
- 1941 — Славься, О’Брайан / Viva O'Brien — участница балетной группы
- 1942 — Вино, женщины и песня / Wine, Women and Song — танцующая хористка
- 1943—1944 — Кое-что для мальчиков / Something for the Boys — танцовщица
- 1943—1945 — Одно прикосновение Венеры[англ.] / One Touch of Venus — танцовщица
- 1944—1945 — ? / Laffing Room Only — танцовщица в номере Hooray for Anywhere
- 1949—1950 — Мисс Свобода[англ.] / Miss Liberty — делегат приёма / подружка моряка / танцовщица
- 1950—1952 — Позвоните мне, мадам[англ.] / Call Me Madam — танцовщица
- 1952—1953 — Моя дорогая Эйда / My Darlin' Aida — танцовщица
- 1953—1954 — Чудесный город / Wonderful Town — Вайолет, жительница деревни Гринвич
- 1963 — Дождливый день в Ньюарке / A Rainy Day in Newark — Элизабет Лэм
- 1969 — Моя дочь, твой сын / My Daughter, Your Son — Салли Эллис
- 1969—1970 — Первая полоса[англ.] / The Front Page — Дженни / Молли Мэллой / миссис Грант
- 1974 — Лорелея[англ.] / Lorelei — миссис Элла Споффорд
- 1994—1998 — Бриолин / Grease — мисс Линч

## Избранная фильмография

### Широкий экран
- 1964 — Сказки на ночь / Bedtime Story — Фанни Юбэнк
- 1976 — Немое кино / Silent Movie — туристка (в титрах не указана)
- 1978 — Бриолин / Grease — Бланш Ходель
- 1982 — Бриолин 2 / Grease 2 — Бланш Ходель
- 1983 — Макс Дьюган возвращается[англ.] / Max Dugan Returns — миссис Литке
- 1984 — Всплеск / Splash — миссис Стимлер
- 1985 — Частный курорт / Private Resort — миссис Роулингс
- 1991 — Саманта / Samantha — миссис Хиггинс
- 1991 — Холодный, как лёд / Cool as Ice — Мэй
- 1992 — Замороженные вклады / Frozen Assets — миссис Паттерсон

### Телевидение
- 1955—1956, 1958 — Шоу Фила Силверса[англ.] / The Phil Silvers Show — официантка (в 5 эпизодах)
- 1962 — Защитники / The Defenders — мисс Кэлиш (в эпизоде The Locked Room[англ.])
- 1976—1977 — Мэри Хартман, Мэри Хартман[англ.] / Mary Hartman, Mary Hartman — Марта Шамуэй (в 325 эпизодах)
- 1977—1978 — Фернвуд навсегда[англ.] / Forever Fernwood — Марта Шамуэй (в 130 эпизодах)
- 1978 — Высокий полёт[англ.] / Flying High — Мошка (в эпизоде Beautiful People)
- 1978, 1981 — Лодка любви / The Love Boat — разные роли (в 2 эпизодах[англ.])
- 1979 — Час Мэри Тайлер Мур[англ.] / The Mary Tyler Moore Hour — Рубиновый Колокольчик (в 10 эпизодах)
- 1981 — Остров фантазий / Fantasy Island — Мона Боггс (в эпизоде High Off the Hog / Reprisal[англ.])
- 1981—1982, 1984 — Различные ходы[англ.] / Diff'rent Strokes — тётя София Драммонд (в 8 эпизодах[англ.])
- 1982 — Техас[англ.] / Texas — Мэвис Кобб (в 6 эпизодах)
- 1983 — Просто нам повезло[англ.] / Just Our Luck — Роуз (в эпизоде Uncle Harry)
- 1983—1984 — Сент-Элсвер / St. Elsewhere — Гретхен Паркс (в 2 эпизодах[англ.])
- 1984—1985 — Панки Брюстер[англ.] / Punky Brewster — миссис Мортон (в 4 эпизодах[англ.])
- 1985 — Я мечтаю о Джинни: 15 лет спустя[англ.] / I Dream of Jeannie… Fifteen Years Later — Шахерезада
- 1987 — Она написала убийство / Murder, She Wrote — Беверли Хиллз (в эпизоде If It's Thursday, It Must Be Beverly[англ.])
- 1988 — Дуэт[англ.] / Duet — Хелен (в эпизоде Special Delivery)
- 1988 — Всплеск 2[англ.] / Splash, Too — миссис Стимлер
- 1988 — Диснейленд[англ.] / Disneyland — миссис Стимлер (в эпизоде Splash, Too: Part 1[англ.])

В роли самой себя
- 1956 — Сегодня вечером! / Tonight! (в 3 выпусках)
- 1957—1964 — Сегодня вечером с Джеком Пааром[англ.] / Tonight Starring Jack Paar (в 136 выпусках)
- 1958 — Шоу Стива Аллена[англ.] / The Steve Allen Show (в 1 выпуске)
- 1958—1959 — Тост за город / Toast of the Town (в 4 выпусках)
- 1962—1965, 1969—1972, 1976 — Шоу Майка Дугласа[англ.] / The Mike Douglas Show (в 32 выпусках)
- 1962—1963, 1965—1967, 1969, 1973, 1975—1977 — Шоу Мерва Гриффина[англ.] / The Merv Griffin Show (в 35 выпусках)
- 1969—1970 — Вечернее шоу Джонни Карсона / The Tonight Show Starring Johnny Carson (в 6 выпусках)
- 1976 — Перекрёстный разум[англ.] / The Cross-Wits (в 1 выпуске)
- 1977 — Ябеды[англ.] / Tattletales (в 1 выпуске)
- 1977—1978 — Клуб лжецов[англ.] / Liar's Club (в 39 выпусках)
- 1979—1980 — Калифорнийский дорожный патруль[англ.] / CHiPs (в 2 эпизодах[англ.], в титрах не указана)

### Озвучивание
- 1986—1990 — Элвин и бурундуки[англ.] / Alvin and the Chipmunks — мисс Ребекка Миллер / второстепенные персонажи (в 49 эпизодах[англ.])
- 1987 — Приключения бурундучков[англ.] / The Chipmunk Adventure — мисс Ребекка Миллер[10]
- 2000 — Элвин и бурундуки встречают оборотня[англ.] / Alvin and the Chipmunks Meet the Wolfman — мисс Ребекка Миллер (в титрах не указана)
- 2006 — Задира / Bully — миссис Лисбёрн (компьютерная игра)